# Zamach stanu w Hiszpanii (1936)
Hiszpański zamach stanu z lipca 1936 roku – przewrót wojskowy, którego celem było obalenie Drugiej Republiki Hiszpańskiej, lecz stał się początkiem trzyipółletniej hiszpańskiej wojny domowej, w której frankiści walczyli z republikanami o władzę nad Hiszpanią. Zamach stanu zorganizowano 18 lipca 1936 roku, choć faktycznie rozpoczął się dzień wcześniej w hiszpańskim Maroku.
Powstanie miało trwać maksymalnie kilka dni, ale rząd zachował kontrolę nad dużą częścią kraju, w tym Malagą, Jaén i Almerią. Kadyks został zdobyty przez rebeliantów, a gen. Gonzalo Queipo de Llano zdołał zabezpieczyć Sewillę. W Madrycie rebelianci zostali otoczeni w koszarach Montaña, gdzie większość z nich zginęła, a przywódca buntu w Barcelonie, gen. Manuel Goded, poddał się, po czym został skazany na śmierć i stracony. 19 lipca rząd hiszpański, na czele którego stanął nowo mianowany premier José Giral, nakazał wydanie broni związkom zawodowym. Po klęsce rebeliantów w Madrycie, Barcelonie i Walencji anarchiści przejęli kontrolę nad znaczną częścią Aragonii i Katalonii. Rebelianci zapewnili sobie wsparcie blisko połowy armii hiszpańskiej, liczącej łącznie ok. 66 000 ludzi, z czego wielu przebywało wówczas na urlopie, a także 30-tysięcznej Armii Afryki, która była wówczas najskuteczniejszą hiszpańską jednostką wojskową. Rząd zachował około połowę zapasów karabinów, ciężkich i lekkich karabinów maszynowych oraz artylerii. Obie strony miały niewiele czołgów i przestarzałych samolotów, podczas gdy potencjał sił marynarki wojennej był w miarę wyrównany. Dezercja wielu oficerów zawodowych osłabiła system dowodzenia republikańskich jednostek.
Zamiast doprowadzić do szybkiego przejęcia władzy, pucz podzielił władzę nad armią i terytorium Hiszpanii mniej po połowie. Wynikająca z tego wojna domowa ostatecznie doprowadziła do ustanowienia nacjonalistycznego reżimu pod wodzą Francisco Franco, który został dożywotnim dyktatorem Hiszpanii jako caudillo.

## Tło
Po wyborach w listopadzie 1933 roku Hiszpania weszła w okres, który partie lewicowe nazywały „czarnym dwuleciem” (hiszp. bienio Negro). Zarówno karliści, jak i alfonsi-monarchiści kontynuowali przygotowania do przejęcia władzy i uzyskali poparcie Benito Mussoliniego. José-María Gil-Robles, przywódca umiarkowanie prawicowej Hiszpańskiej Konfederacji Prawicy Autonomicznej (CEDA), popierał centrowy rząd mniejszościowy Radykalnej Partii Republikańskiej (RRP) i kontrolował bardziej radykalne skrzydło młodzieżowe swojej partii. Monarchiści zwrócili jednak uwagę na faszystowską Falangę, na której czele stał José Antonio Primo de Rivera. Na ulicach hiszpańskich miast dochodziło do otwartej przemocy. Gil-Robles skutecznie wykorzystał prawo antystrajkowe do prowokowania i rozbijania związków zawodowych, jeden po drugim. Próby odebrania lokalnych rad spod kontroli socjalistów doprowadziły do strajku generalnego, który został brutalnie stłumiony, poprzez aresztowanie czterech deputowanych i inne poważne naruszenia artykułów 55 i 56 hiszpańskiej konstytucji.
26 września 1934 roku rząd mniejszościowy został zastąpiony przez gabinet, w którego skład weszli członkowie RRP i trzech CEDA. Strajk generalny Unión General de Trabajadores (UGT) na początku października 1934 roku został szybko stłumiony w większości regionów Hiszpanii. Gen. Francisco Franco objął nieformalne dowództwo nad działaniami zbrojnymi tłumiącymi powstanie górników Asturii w 1934 roku, podczas którego strajkujący robotnicy zajęli kilka miast i stolicę prowincji. W ciągu dziesięciu dni około 30 000 robotników zostało wezwanych do broni. Żołnierze Franco, niektórzy sprowadzeni z hiszpańskiej Armii Afryki, dopuścili się makabrycznych czynów, zabijając mężczyzn, kobiety i dzieci oraz przeprowadzając doraźne egzekucje po odbiciu głównych miast Asturii. Zginęło ok. 1000 robotników i ok. 250 żołnierzy sił rządowych, co oznaczało faktyczny upadek idei Republiki Hiszpańskiej. Nastąpiły miesiące odwetu i represji, a wobec więźniów politycznych stosowano tortury. Na ulicach często dochodziło do zamachów bombowych, strzelanin oraz zabójstw na tle politycznym i religijnym. Partie polityczne tworzyły uzbrojone milicje. W 1935 roku nowy rząd pod wodzą premiera Alejandro Lerroux zwiększył liczbę ministrów z CEDA do pięciu, a Gil-Roble został ministrem wojny. Wojsko zostało oczyszczone z przedstawicieli lewicy i zreformowane. Oficerowie lojalni wobec Gil-Roble’a szybko awansowali, a Franco został mianowany szefem sztabu.
Wybory powszechne w 1936 roku, przeprowadzone w warunkach chaosu i terroru politycznego, wygrała nieznacznie grupa partii lewicowych, Front Ludowy, który pokonał koalicję nacjonalistów o mniej niż 1% głosów. W rezultacie nacjonaliści zaczęli spiskować, aby obalić republikę, zamiast – jak próbowali do tej pory – przejąć nad nią władzę. Władza centralna była słaba, Manuel Azaña przewodził rządowi mniejszościowemu, a dojście do porozumienia w tych okolicznościach byłoby ogromnym wyzwaniem. Doszło do fali aktów przemocy i represji. W kwietniu Kortezy zastąpiły Niceto Alcalá-Zamorę na stanowisku prezydenta Azañą. Jednak ten był coraz bardziej odizolowany od bieżącej polityki, a władza jego następcy na stanowisku premiera, Casaresa Quirogi, była bardzo słaba.
Te przełomowe wydarzenia zainspirowały prawicę do zrezygnowania z polityki parlamentarnej. Monarchista José Calvo Sotelo zastąpił Gil-Roblesa z CEDA na stanowisku lidera prawicy w Kortezach. CEDA przekazała swój budżet na kampanię gen. Emilio Moli. Jednocześnie komuniści szybko przejęli szeregi organizacji socjalistycznych, co przeraziło klasę średnią. Kilku generałów zdecydowało o konieczności wymiany rządu, aby zapobiec rozpadowi Hiszpanii, ponieważ gardzili oni zawodowymi politykami.

## Przygotowania
Po wyborach z 18 stycznia 1936 roku rząd republikański zimą i wiosną tego roku stanął przed licznymi wyzwaniami, z których jednym z najważniejszych było balansowanie między zagrożeniem ze strony lewicowych związków zawodowych a dążeniami prawicowego wojska. W rezultacie Azaña podjął się o przeniesieniu podejrzanych generałów na poboczne stanowiska, zamiast ich zwolnienia. Franco został zwolniony ze stanowiska szefa sztabu i przeniesiony do dowodzenia garnizonem na Wyspach Kanaryjskich. Gen. Goded został zastąpiony na stanowisku Inspektora Generalnego i mianowany naczelnikiem Balearów. Gen. Mola został przeniesiony z dowództwa Armii Afryki na stanowisko dowódcy garnizony Pampeluny w Nawarze. Pozwoliło to Moli kierować powstaniem na kontynencie, choć relacje między nim a przywódcami karlistów były problematyczne. Gen. José Sanjurjo został przywódcą operacji i pomógł dojść do porozumienia z karlistami. Mola był głównym planistą i zastępcą dowódcy. José Antonio Primo de Rivera został zwolniony z więzienia w połowie marca, aby mógł hamować działania Falangi. Jednak efekt tego posunięcia był odwrotny od zamierzonego, a ostrzeżenia dyrektora ds. bezpieczeństwa i innych osób nie zostały uwzględnione przez rząd.
12 czerwca premier Casares Quiroga spotkał się z generałem Juanem Yagüe, oskarżonym o kierowanie rozwijającym się spiskiem w Afryce Północnej. Yagüe zdołał, fałszywie, przekonać Casaresa o swojej lojalności wobec Republiki. Mola zorganizował spotkanie dowódców garnizonów w północnej Hiszpanii 15 czerwca, a lokalne władze, dowiedziawszy się o tym spotkaniu, otoczyły je oddziałami Guardia Civil. Casares nakazał jednak ich usunięcie i oświadczył, że ufa Moli. Gen. Mola rozpoczął poważne planowanie zamachu wiosną 1936 roku, ale Franco wahał się do początku lipca, co zainspirowało innych spiskowców do prześmiewczego nazywania go „Miss Wysp Kanaryjskich 1936”. Franco był jednak kluczową postacią spisku ze względu na swój prestiż jako były dyrektor akademii wojskowej i człowiek, który stłumił socjalistyczne powstanie w 1934 roku. Był szanowany w hiszpańskiej armii marokańskiej, najsilniejszej sile militarnej Hiszpanii w tamtym czasie Franco napisał tajemniczy list do Casaresa 23 czerwca, w którym sugerował nielojalność wojska, ale twierdził, że można ją jeszcze powstrzymać, jeśli obejmie dowództwo Casares w żaden sposób nie zareagował na tę podejrzaną wiadomość i nie aresztował ani nie przekupił Franco Franco miał otrzymać kontrolę nad Marokiem w nowym reżimie i został w dużej mierze odsunięty na boczny tor. 5 lipca wyczarterowano samolot, który miał zabrać generała z Wysp Kanaryjskich do Maroka; przyleciał on na wyspy 14 lipca.

## Zabójstwo Calvo Sotelo
12 lipca 1936 roku w Madrycie członek Falangi, Jorge Bardina, zamordował por. José Castillo z Gwardii Szturmowej. Castillo był członkiem Partii Socjalistycznej. Następnego dnia członkowie Gwardii Szturmowej aresztowali José Calvo Sotelo, czołowego hiszpańskiego monarchistę i prominentnego konserwatystę parlamentarnego; ich pierwotnym celem był Gil Robles, ale nie udało się go znaleźć. Calvo Sotelo protestował przeciwko reformie rolnej, wywłaszczeniom i ograniczeniom wpływów Kościoła katolickiego, które uważał za bolszewickie i anarchistyczne. Zamiast tego opowiadał się za utworzeniem państwa korporacyjnego. Strażnicy zastrzelili Calvo Sotelo bez procesu.
Zabójstwo Calvo Sotelo, prominentnego członka parlamentu, oraz zaangażowanie służby państwowej w to morderstwo wzbudziły podejrzenia i silne reakcje wśród przeciwników rządu po prawej stronie sceny politycznej. Nastąpiły masowe represje. Chociaż konserwatywni generałowie byli już wtedy w zaawansowanej fazie planowania powstania, wydarzenie to stało się katalizatorem i wygodnym publicznym uzasadnieniem dla zamachu stanu, zwłaszcza dla argumentacji, że Hiszpanię trzeba uratować przed anarchią środkami militarnymi, a nie demokratycznymi. Socjaliści i komuniści, pod wodzą Indalecio Prieto, domagali się rozdania cywilom broni, zanim wojsko przejmie władzę, ale premier wahał się przed tym radykalnym krokiem, który mógł tylko sprowokować potencjalnych buntowników.
Samolot Franco wylądował na Gran Canarii 14 lipca, ale ponieważ Franco stacjonował na Teneryfie, nie zdążyłby na niego, gdyby nie śmierć gen. Amado Balmesa, dowódcy wojskowego na Gran Canarii, który zginął w strzelaninie 16 lipca. Nie wiadomo, czy jego śmierć była wypadkiem, samobójstwem, czy morderstwem: Balmes podobno przypadkowo postrzelił się w brzuch i wkrótce potem zmarł. Istnieją teorie, że został zamordowany, ale Balmes miałby wystarczająco dużo czasu, aby zadenuncjować morderców, gdyby ci istnieli, a oficer, który uznał jego śmierć za wypadek, nie był spiskowcem i pozostał lojalny wobec Republiki podczas wojny domowej .

## Początek

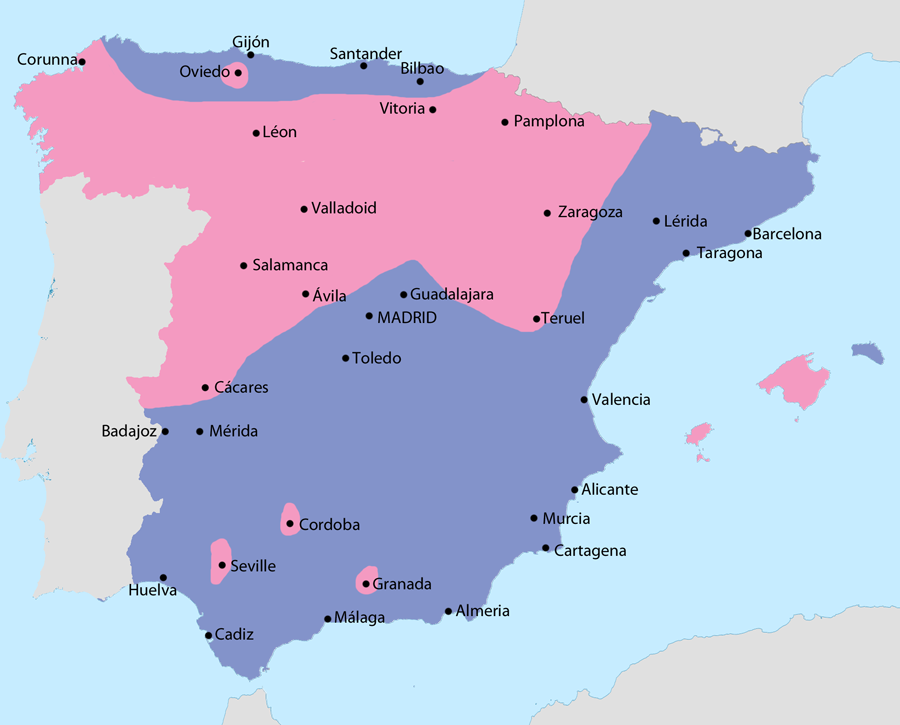
Mapa przedstawiająca sytuację w Hiszpanii w lipcu 1936 roku, z wyjątkiem hiszpańskiego Maroka i Wysp Kanaryjskich

Wybuch powstania zaplanowano na 18 lipca, o godz. 5:00 rano w Maroku; większość garnizonów w Hiszpanii miała się zbuntować dzień później. Powstanie miało być szybkim zamachem stanu, ale rząd zdołał zachować kontrolę nad większością kraju.
Zwycięstwo rebeliantów w hiszpańskim Maroku było niemal pewne. 30-tysięczna Armia Afryki stanowiła ówczesną elitę armii hiszpańskiej. Wielu jej żołnierzy służyło jako najemnicy, a zdecydowana większość oficerów poparła sprawę rebeliantów. Regulares, czyli żołnierze rekrutowani z lokalnych plemion, byli w przeważającej mierze muzułmanami i powiedziano im, że Republika pragnie obalić Allaha. Plan przewrotu w Maroku został odkryty przez rząd 17 lipca, co skłoniło spiskowców do jego natychmiastowego wdrożenia. Do wyznaczonego czasu hiszpańskie Maroko zostało już zabezpieczone, ponieważ legioniści wkroczyli na tereny robotnicze i rozstrzelali działaczy związkowych. Dowódca armii we wschodnim Maroku, gen. Manuel Romerales, i inni wysocy rangą oficerowie lojalni wobec Republiki zostali straceni. Napotkano niewielki opór; łącznie rebelianci zastrzelili 189 osób. Goded i Franco natychmiast przejęli kontrolę nad wyspami, na których stacjonowali. Ostrzeżeni o zbliżającym się zamachu stanu, lewicowcy zabarykadowali drogi na Wyspach Kanaryjskich 17 lipca, ale Franco uniknął schwytania, płynąc holownikiem na lotnisko.
18 lipca premier Quiroga odrzucił ofertę pomocy ze strony CNT i UGT, ogłaszając, że tylko hiszpańskie Maroko przyłączyło się do rebeliantów i że ludność powinna zaufać legalnym metodom stłumienia powstania. Rozdawanie broni cywilom byłoby w tej sytuacji nielegalne. CNT i UGT ogłosiły strajk generalny, który w istocie był mobilizacją. Ugrupowania otworzyły własne składy broni, niektóre z nich ukryte od czasu rebelii z 1934 roku. Siły paramilitarne były często lepiej wyszkolone niż armia, ale w niektórych przypadkach czekały na wynik działań milicji, zanim przystąpiły do walki. Szybkie działania rebeliantów lub milicji anarchistycznych często wystarczały, by przesądzić o losie miasta w czasie puczu.

### Zamach stanu według okręgów wojskowych
W połowie 1936 roku Półwysep Iberyjski był podzielony na osiem okręgów wojskowych, z których każdy posiadał jedną dywizję. Większość kadry kierowniczej wyższego szczebla tworzącej lokalne dowództwo nie była zaangażowana w spisek. Spośród ośmiu dowódców okręgów i dowódców poszczególnych dywizji jednocześnie, tylko jeden był zaangażowany w spisek i przyłączył się do zamachu stanu. Spośród ośmiu szefów sztabu okręgów wojskowych, w spisek zaangażowanych było trzech oficerów, a trzech kolejnych dołączyło do rozwijającej się rebelii. Spisek opierał się głównie na personelu średniego szczebla i oficerach liniowych; oczekiwano, że przejmą oni kontrolę nad garnizonami i albo obezwładnią swoich przełożonych, albo przekonają ich do przyłączenia się do rebelii. W niektórych okręgach, takich jak Saragossa czy Valladolid, sieć konspiracyjna była dobrze rozwinięta, a gen. Mola był pewien sukcesu. W innych okręgach, takich jak Walencja czy La Coruña, sieć była szczątkowa, a spiskowcy liczyli się z możliwością porażki.
| Dowódcy okręgów wojskowych według stanu na koniec 17 lipca . Czerwony = lojalny, niebieski = w konspiracji, brak koloru = niejednoznaczny/nieznany |                                  |                              |                              |                                            |
| okręg wojskowy | dowódca                          | szef sztabu                  | przywódca spisku             | mianowany dowódcą okręgu przez rebeliantów |
| 1. Madrid | Virgilio Cabanellas Ferrer       | Luis Pérez-Peñamaría         | Rafael Villegas Montesinos   | Rafael Villegas Montesinos                 |
| 2. Seville | José Fernández Villa-Abrille     | Juan Cantero Ortega          | José Cuesta Monereo          | Gonzalo Queipo de Llano y Sierra           |
| 3. Valencia | Fernando Martínez Monje          | Adolfo Machinandiarena Berga | Bartolomé Barba Hernández    | Manuel González Carrasco                   |
| 4. Barcelona | Francisco Llano de la Encomienda | Manuel Moxó Marcaida         | Francisco Mut Ramón          | Manuel Goded Llopis                        |
| 5. Zaragoza | Miguel Cabanellas Ferrer         | Federico Montaner Canet      | Miguel Cabanellas Ferrer     | Miguel Cabanellas Ferrer                   |
| 6. Burgos | Domingo Batet Mestres            | Fernando Moreno Calderón     | José Aizpuru Martín-Pinillos | Fidel Dávila Arrondo                       |
| 7. Valladolid | Nicolás Molero Lobo              | Juan Quero Orozco            | Anselmo López-Maristany      | Andrés Saliquet Zumeta                     |
| 8. La Coruña | Enrique Salcedo Molinuevo        | Luis Tovar Figueras          | Fermín Gutiérrez Soto        | – (nie powołany)                           |

### Madryt (1 Dywizja)
Dowódca okręgu, gen. Virgilio Cabanellas Ferrer, był świadomy spisku, ale nie miał zamiaru się do niego przyłączać. Został zwolniony wczesnym rankiem 18 lipca i uwięziony aż do 1939 roku, a jego następcą został Luis Castello Pantoja, wówczas przebywający w Badajoz. Początkowo José Miaja pełnił funkcję zarządcy obiektów wojskowych, ale wczesnym rankiem 19 lipca został mianowany ministrem wojny w rządzie Martíneza Barrio, a jego obowiązki przejął Manuel Cardenal Dominicis. Castello przybył do Madrytu 19 lipca, ale odkrył, że właśnie został mianowany ministrem wojny w nowym rządzie Girala. Tego samego dnia Celestino García Antúnez został mianowany nowym dowódcą okręgu; w tym czasie walki były już w toku. Szef sztabu dywizji, płk Luis Pérez-Peñamaría, popierał spisek, ale go nie zorganizował. Planem rebeliantów kierowali inni generałowie stacjonujący w Madrycie, zwłaszcza Rafael Villegas, który występował jako dowódca zbuntowanych oddziałów madryckich, oraz Joaquín Fanjul. Miaja prawdopodobnie został poinformowany o jego roli w spisku, ale albo odmówił albo nie udzielił jednoznacznej odpowiedzi. 18 lipca Villegas wskazał na pewne trudności i pozostał bierny; wobec tego Fanjul przeniósł się do koszar Montaña i objął przywództwo nad spiskiem. Pérez-Peñamaria udawał lojalność. Po pokonaniu wojsk Fanjula, 1 Dywizja została oficjalnie rozwiązana. Cabanellas i Pérez-Peñamaria zostali zatrzymani; Pérez-Peñamaria został osądzony przez republikanów za zaniedbania, a później również przez nacjonalistów. Villegas również został aresztowany i wkrótce stracony przez milicję republikańską.
| Kontrola nad stolicami prowincji od lipca: |    |    |    |    |                |
| stolica                                    | 18 | 19 | 20 | 21 | dzień zdobycia |
| Albacete                                   | R  | N  | N  | N  | 29.03.39       |
| Alicante                                   | R  | R  | R  | R  | 30.03.39       |
| Almería                                    | R  | R  | R  | R  | 31.03.39       |
| Ávila                                      | R  | N  | N  | N  |                |
| Badajoz                                    | R  | R  | R  | R  | 14.08.36       |
| Barcelona                                  | R  | R  | R  | R  | 26.01.39       |
| Bilbao                                     | R  | R  | R  | R  | 19.06.37       |
| Burgos                                     | R  | N  | N  | N  |                |
| Cáceres                                    | R  | N  | N  | N  |                |
| Cádiz                                      | R  | N  | N  | N  |                |
| Castellón                                  | R  | R  | R  | R  | 15.06.38       |
| Ciudad Real                                | R  | R  | R  | R  | 29.03.39       |
| Kordoba                                    | N  | N  | N  | N  |                |
| La Coruña                                  | R  | R  | N  | N  |                |
| Cuenca                                     | R  | R  | R  | R  | 29.03.39       |
| Girona                                     | R  | R  | R  | R  | 05.02.39       |
| Granada                                    | R  | R  | N  | N  |                |
| Guadalajara                                | R  | R  | R  | N  | 29.03.39       |
| Huelva                                     | R  | R  | R  | R  | 28.07.36       |
| Huesca                                     | R  | N  | N  | N  |                |
| Jaén                                       | R  | R  | R  | R  | 29.03.39       |
| Las Palmas                                 | N  | N  | N  | N  |                |
| León                                       | R  | R  | N  | N  |                |
| Lérida                                     | R  | R  | R  | R  | 03.04.38       |
| Logroño                                    | R  | N  | N  | N  |                |
| Lugo                                       | R  | R  | N  | N  |                |
| Madryt                                     | R  | R  | R  | R  | 29.03.39       |
| Málaga                                     | R  | R  | R  | R  | 08.02.37       |
| Murcia                                     | R  | R  | R  | R  | 31.03.39       |
| Orense                                     | R  | R  | N  | N  |                |
| Oviedo                                     | R  | R  | N  | N  |                |
| Palencia                                   | R  | N  | N  | N  |                |
| Palma de Mallorca                          | R  | N  | N  | N  |                |
| Pamplona                                   | R  | N  | N  | N  |                |
| Pontevedra                                 | R  | R  | N  | N  |                |
| Salamanka                                  | R  | N  | N  | N  |                |
| San Sebastián                              | R  | R  | R  | R  | 13.09.36       |
| Santa Cruz de Tenerife                     | N  | N  | N  | N  |                |
| Santander                                  | R  | R  | R  | R  | 26.08.37       |
| Segowia                                    | R  | N  | N  | N  |                |
| Sewilla                                    | N  | N  | N  | N  |                |
| Soria                                      | R  | R  | R  | N  |                |
| Tarragona                                  | R  | R  | R  | R  | 14.01.39       |
| Teruel                                     | R  | N  | N  | N  | 22.02.38       |
| Toledo                                     | R  | R  | R  | R  | 27.09.36       |
| Walencja                                   | R  | R  | R  | R  | 30.03.39       |
| Valladolid                                 | R  | N  | N  | N  |                |
| Vitoria                                    | R  | N  | N  | N  |                |
| Zamora                                     | R  | N  | N  | N  |                |
| Zaragoza                                   | R  | N  | N  | N  |                |

### Sewilla (2 Dywizja)
Dowódca okręgu, José Fernández Villa-Abrille, i jego szef sztabu, Juan Cantero Ortega, byli lojalni wobec rządu. Siatką konspiracyjną dowodził oficer sztabowy comandante José Cuesta Monereo, który zbudował sprawną strukturę, określaną przez niektórych jako „sztab równoległy”. Kilka dni przed zamachem stanu Villa-Abrille został zaproszony do udziału w spisku. Odmówił, ale nic nie wiadomo o jego działaniach przeciwko spiskowcom. Zgodnie z planem gen. Moli, gen. Queipo de Llano miał przejąć dowództwo nad oddziałami rebeliantów w Sewilli. 18 lipca Cuesta zorganizował przejęcie garnizonu przez Queipo de Llano. Villa-Abrille został pozbawiony dowództwa i zatrzymany, a następnie osądzony przez nacjonalistów i skazany na karę więzienia. W czasie zamachu stanu Cantero przebywał na urlopie w Algeciras, gdzie przyjął postawę wyczekującą. Wrócił do Sewilli na początku sierpnia; zwycięscy nacjonaliści zwolnili go ze wszystkich funkcji.

### Walencja (3 Dywizja)
Ani dowódca okręgu, Fernando Martínez Monje, ani jego szef sztabu, Adolfo Machinandiarena Berga, nie byli zaangażowani w spisek. Lokalnej juncie konspiracyjnej brakowało oficerów pełniących kluczowe funkcje. Najważniejszym z nich był Bartolomé Barba Hernández, ale wyróżniał się on w zapewnianiu wsparcia cywilnego, a nie wojskowego. Gen. Manuel González Carrasco, początkowo wyznaczony na dowódcę rebeliantów, został później przeniesiony przez Molę do dowodzenia powstaniem w Barcelonie i przeniesiony do Walencji na krótko przed zamachem stanu. 18 lipca kilku spiskowców próbowało namówić Martíneza Monje do przyłączenia się do powstania, ale dowódca pozostał neutralny, co było również stanowiskiem Machinandiareny. Ogarnięty wątpliwościami González Carrasco pozostał raczej bierny. Wielu spiskujących oficerów było gotowych przyłączyć się do zamachu stanu, gdy tylko dowództwo dywizji wydało rozkazy. Przez około dwa tygodnie garnizon w Walencji nie zajął zdecydowanego stanowiska. Ostatecznie Barba i González Carrasco uciekli do strefy nacjonalistycznej. Martínez Monje został przeniesiony na stanowiska niebojowe, a Machinandiarena został zatrzymany i osądzony przez republikanów, a później również przez nacjonalistów.

### Barcelona (4 Dywizja)

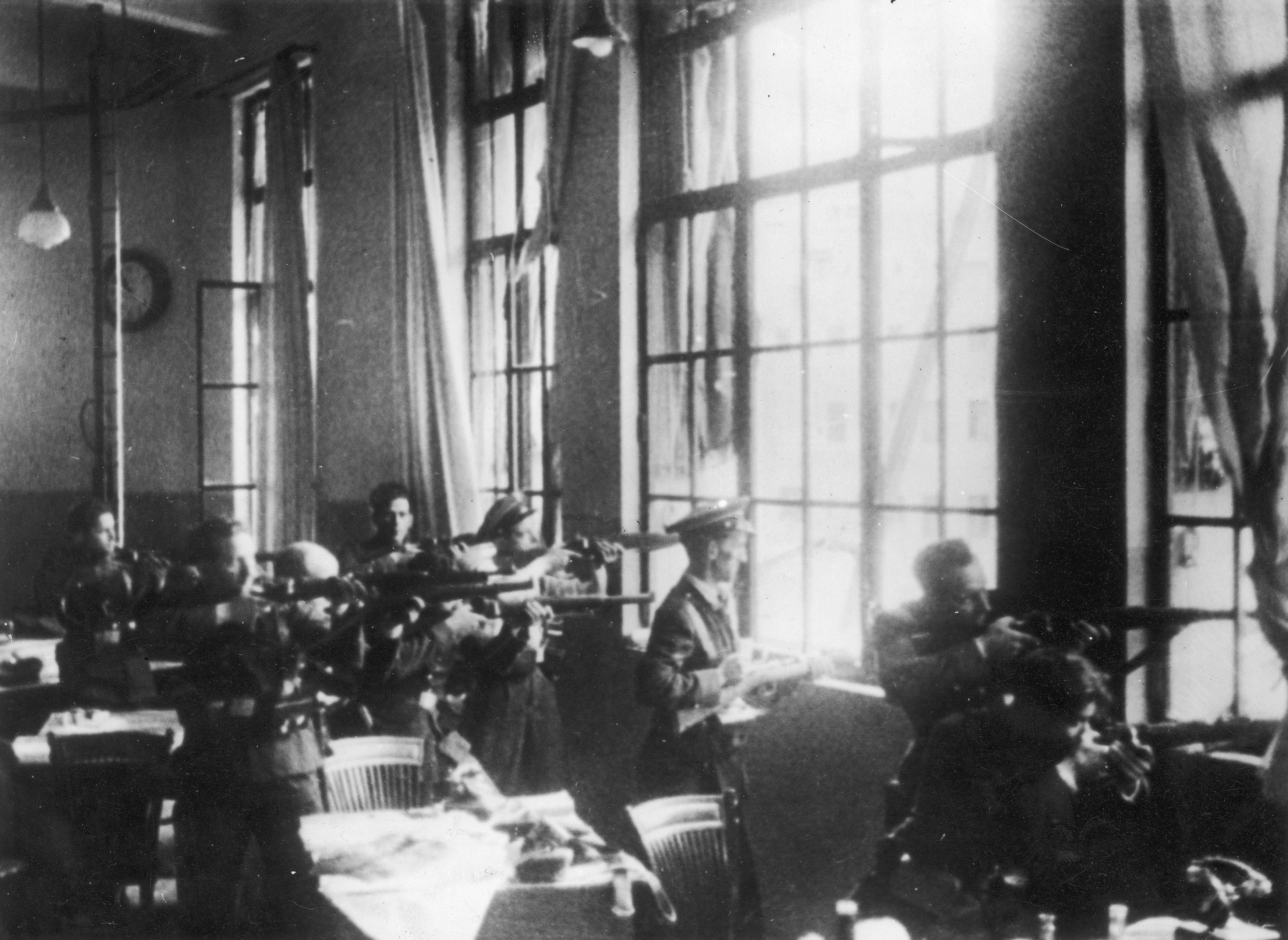
Żołnierze republikańscy broniący się w centrali telefonicznej w Barcelonie

Dowódca okręgu, Francisco Llano de la Encomienda, był całkowicie lojalny wobec Republiki. Natomiast jego szef sztabu, Manuel Moxó Marcaida, wiedział o spisku i prawdopodobnie go wspierał. Kluczowym człowiekiem Moli w Barcelonie był Francisco Mut Ramón, czołowy członek sztabu dywizji, wspierany przez lokalnych dowódców. Plan gen. Moli przewidywał, że dowództwo nad zbuntowanymi oddziałami Barcelony obejmie Manuel González Carrasco, ale ten na krótko przed zamachem stanu został przeniesiony do Walencji i zastąpiony przez Manuela Godeda. Ten ostatni przybył do Barcelony, gdy rebelia była już w toku; Moxó natychmiast przyjął jego dowództwo. Llano de la Encomienda aktywnie działał na rzecz stłumienia zamachu stanu, dopóki nie został zatrzymany przez jednostki lojalne Godedowi; jego niewola trwała zaledwie kilka godzin. Gdy wojsko zostało przytłoczone przez tłum, Goded i Moxó zostali aresztowani i osądzeni, pierwszy rozstrzelany, a drugi zamordowany przez milicję. Mut Ramón uciekł i dotarł do strefy nacjonalistycznej.

### Saragossa (5 Dywizja)
Zarówno dowódca okręgu, Miguel Cabanellas Ferrer, jak i jego szef sztabu, Federico Montaner, byli aktywnymi spiskowcami. Siatka konspiracyjna była silna, a Mola przekonany, że wojska w Saragossie pomogą w zamachu stanu. Chociaż sieć konspiracyjna nie była rozległa, fakt, że obaj kluczowi wojskowi byli zaangażowani w spisek, sprawił, że prawie wszystkie oddziały w okręgu wykonały rozkazy dowództwa rebeliantów. Kilku oficerów-lojalistów zostało szybko pokonanych przez rebeliantów. Pomimo wieku Cabanellas dowodził akcją, a Montaner wspierał go jako szef sztabu. Zgodnie z planem, Cabanellas pozostał dowódcą okręgu wojskowego Saragossy po udanym zamachu stanu.

### Burgos (6 Dywizja)
Dowódca okręgu, Domingo Batet Mestres, nie brał udziału w spisku i aktywnie starał się zapobiec wszelkim niepokojom. Tymczasowy szef sztabu, José Aizpuru Martín-Pinillos, oddał swoje stanowisko na początku lipca 1936 roku Fernando Moreno Calderónowi, który nie był zaangażowany w spisek, a Martín-Pinillos pozostał głównym spiskowcem. Jego sieć była tak rozległa, że gen. Mola, formalnie podwładny Bateta jako dowódca okręgu wojskowego w Pampelunie, był przekonany, że 6 Dywizja stanie zdecydowanie po stronie rebeliantów. 19 lipca jej żołnierze przejęli kluczowe stanowiska dowodzenia. Batet stanowczo odmówił przyłączenia się do spisku i został zatrzymany, osądzony oraz stracony. Moreno dołączył do akcji w ostatniej chwili, po tym jak stanął w obliczu zdecydowanej postawy młodszych oficerów. Zgodnie z planem Moli, po udanym zamachu stanu dowództwo okręgu wojskowego Burgos i 6 Dywizji objął Fidel Dávila Arrondo.

### Valladolid (7 Dywizja)
Dowódca okręgu, gen. Nicolás Molero Lobo, nie był zaangażowany w spisek. Kluczową postacią wśród spiskowców był szef sztabu Anselmo López-Maristany, który w czerwcu został oddelegowany do Madrytu i nadal koordynował spisek w Valladolid ze stolicy. Jego następca na stanowisku szefa sztabu, Juan Quero Orozco, nie był zaangażowany w spisek i nie był świadomy jego rozwoju. Wieczorem 18 lipca grupa wysokich rangą oficerów z Madrytu, w tym Saliquet, Uzquiano, López-Maristany i Martín-Montalvo, dowodziła przejęciem struktur wojskowych, co wiązało się ze strzelaniną z ludźmi Molero, który ostatecznie został zatrzymany. Później Molero został osądzony przez nacjonalistów i skazany na więzienie. Quero pozostał początkowo bierny, lecz ostatecznie dołączył do rebeliantów. Zgodnie z pierwotnym planem, dowództwo nad okręgiem Valladolid objął Andrés Saliquet.

### La Coruña (8 Dywizja)
Dowódca okręgu, Enrique Salcedo Molinuevo, nie wiedział o spisku. Szef sztabu, Luis Tovar Figueras, utrzymywał sporadyczne i luźne kontakty z UME, ale nie brał udziału w spisku ani nie podjął żadnych działań przeciwko niemu. Kluczową postacią wśród spiskowców w La Coruña był Fermín Gutiérrez Soto, wysoko postawiony członek sztabu dywizji. 18 i 19 lipca siatka konspiracyjna pozostawała stosunkowo słabo zorganizowana i nie podjęto żadnych zdecydowanych działań. Podejrzliwy wobec swojego sztabu, Salcedo wczesnym rankiem 20 lipca nakazał zatrzymanie Tovara i Gutiérreza. To szybka reakcja Gutiérreza i płk. Martina Alonso doprowadziła do zatrzymania Salcedo, który później został osądzony i stracony. Tovar przyłączył się do zamachu stanu. Biorąc pod uwagę niejasny plan powstania w La Coruña, plan Moli nie przewidywał żadnej konkretnej osoby jako lokalnego dowódcy po zamachu stanu. Rolę tę tymczasowo przejął Enrique Cánovas Lacruz, który kilkakrotnie odmawiał objęcia dowództwa nad rebeliantami, zanim ostatecznie je przyjął.

## Następstwa
Pomimo bezwzględności i determinacji zwolenników zamachu stanu, rebeliantom nie udało się zdobyć żadnych większych miast, z wyjątkiem Sewilli, która stanowiła następnie punkt lądowania dla afrykańskich wojsk gen. Franco. Konserwatywne i katolickie obszary Starej Kastylii i Leónu szybko przyłączyły się do rebelii, a w Pampelunie powstanie obchodzono niczym święto. Rząd utrzymał kontrolę nad Malagą, Jaén i Almerią. Kadyks został zdobyty przez rebeliantów z pomocą pierwszych przybywających oddziałów Armii Afryki. W Madrycie rebelianci zostali otoczeni w koszarach Montaña. Koszary padły następnego dnia przy licznych ofiarach śmiertelnych. Przywódca republikanów Santiago Casares Quiroga został zastąpiony przez José Girala, który nakazał dystrybucję broni wśród ludności cywilnej. Ułatwiło to stłumienie powstania w głównych ośrodkach przemysłowych, w tym w Madrycie, Barcelonie, Walencji oraz innych głównych miastach regionu Morza Śródziemnego, ale pozwoliło także anarchistom uzbroić się i przejąć kontrolę nad Barceloną oraz dużymi połaciami Aragonii i Katalonii. W Barcelonie oficjalny rząd utracił kontrolę nad bezpieczeństwem, podstawowymi usługami i opieką społeczną. Anarchiści powstrzymali się jednak od żądania zbyt dużej władzy politycznej, co mogłoby mieć jeszcze poważniejsze konsekwencje. Gen. Goded poddał się w Barcelonie i został później skazany na śmierć, mimo że na prośbę władz nadał przez radio wiadomość wyjaśniającą jego postępowanie.
W międzyczasie Armia Afryki przekroczyła Cieśninę Gibraltarską, korzystając z samolotów transportowych Junkers Ju 52 dostarczonych przez nazistowskie Niemcy, bez ingerencji lojalistycznych sił powietrznych z powodu zamieszania po stronie hiszpańskich republikanów. Masowy przerzut wojsk z hiszpańskiego Maroka był pierwszym na świecie dalekosiężnym mostem powietrznym i umożliwił wojskom gen. Franco dołączenie do sił gen. Queipo de Llano w Sewilli. Ich szybki przerzut pozwolił im spotkać się z Armią Północną gen. Emilio Moli i wkrótce zabezpieczyć większość północnej oraz północno-zachodniej Hiszpanii, a także centralną i zachodnią Andaluzję. Rząd republikański kontrolował niemal całe wschodnie wybrzeże Hiszpanii i centralną część kraju wokół Madrytu, a także Asturię, Kantabrię i część Kraju Basków na północy.
Gen. Mola chciał wzbudzić poczucie strachu na obszarach kontrolowanych przez nacjonalistów. Przeprowadzono masową czystkę wśród masonów i znacznej części lewicy, w tym niektórych umiarkowanych socjalistów. Ogłaszając stan wojenny w Pampelunie, Mola oświadczył: „Przywrócenie zasady autorytetu wymaga nieuchronnie, aby kary były wzorowe zarówno pod względem surowości, jak i szybkości, z jaką będą wykonywane, bez wątpliwości i wahania”. Na kolejnym spotkaniu z burmistrzami Nawarry poszedł jeszcze dalej:

Konieczne jest szerzenie terroru. Musimy stwarzać wrażenie panowania, eliminując bez skrupułów i wahania wszystkich, którzy myślą inaczej niż my. Nie ma miejsca na tchórzostwo. Jeśli choć na chwilę się zawahamy i nie będziemy działać z największą determinacją, nie zwyciężymy. Każdy, kto pomaga lub ukrywa komunistę lub zwolennika Frontu Ludowego, zostanie rozstrzelany

Takie rozkazy, mające na celu wzbudzanie strachu poprzez systematyczne egzekucje w zdobytych miastach, wywołały powszechną wrogą reakcję. W rejonach lojalistów wybuchły spontaniczne akty zemsty, w postaci bezpardonowych morderstw domniemanych faszystów, konserwatystów i nacjonalistów dokonywanych przez podniecone tłumy. Skutkiem zamachu stanu była totalna polaryzacja Hiszpanii.
Obszar kontrolowany przez nacjonalistów obejmował ok. 11 mln z 25 mln mieszkańców Hiszpanii. Rebelianci zapewnili sobie poparcie około połowy hiszpańskiej armii terytorialnej, liczącej ok. 60 000 ludzi. Jednak w jednostkach republikańskich nawet 90% oficerów zbuntowało się, zdezerterowało lub po prostu zniknęło, a lojalność wobec Republiki tych, którzy pozostali w służbie, została podana w wątpliwość. Niektórzy z tych, którzy zniknęli, później znów pojawili się w szeregach nacjonalistów. Utrata większości wyszkolonych oficerów znacznie zmniejszyła skuteczność regularnych jednostek wojskowych nadal kontrolowanych przez rząd, ponieważ konieczne było stworzenie w nich nowej struktury dowodzenia. W jednostkach nacjonalistycznych problem ten nie wystąpił.
Armia Afryki, która była całkowicie pod kontrolą nacjonalistów, liczyła 30 000 ludzi i była uważana za najskuteczniejszą siłę bojową w Hiszpanii. Do rebeliantów dołączyło również 30 000 członków zmilitaryzowanej policji hiszpańskiej, obejmującej Gwardię Szturmową, Gwardię Cywilną i Karabinierów. 50 000 członków tej ostatniej formacji pozostało lojalnych wobec rządu. Dystrybucja broni wyraźnie ukazała wyzwanie, przed którym stanął rząd republikański w czasie zamachu stanu. Z 500 000 karabinów posiadanych przez rząd, około 200 000 zostało zatrzymanych w magazynach; 65 000 wydano mieszkańcom Madrytu w pierwszych dniach po powstaniu. Z nich tylko 7 000 nadawało się do użytku; a ok. 70 000 karabinów zostało utraconych po pierwszych postępach nacjonalistów w wojnie domowej. Republikanie kontrolowali tylko około jednej trzeciej ciężkich i lekkich karabinów maszynowych w Hiszpanii; z 1007 dział jedynie 387 znajdowało się w rękach republikanów, a reszta została przejęta przez nacjonalistów. Armia hiszpańska przed zamachem stanu miała zaledwie 18 czołgów o wystarczająco nowoczesnej konstrukcji; republikanie zachowali kontrolę nad 10 pojazdami.

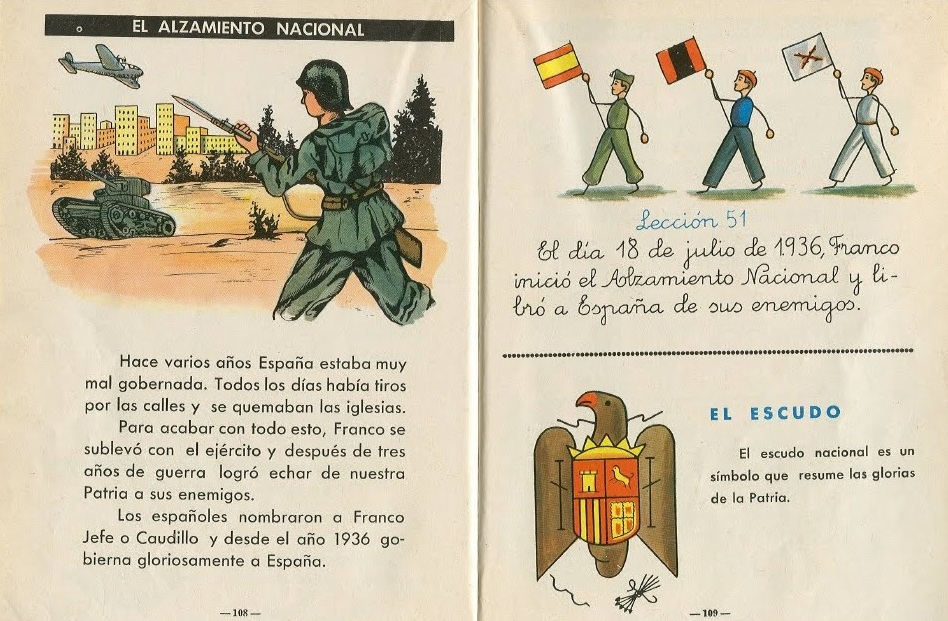
Sposób przedstawienia zamachu stanu z 1936 roku w późniejszym frankistowskim podręczniku szkolnym

Jeśli chodzi o marynarkę wojenną, nacjonaliści przejęli kontrolę nad zaledwie 17 okrętami wojennymi, pozostawiając republikanom 27. Jednak dwie najnowocześniejsze jednostki (oba krążowniki typu Canarias) znalazły się w rękach nacjonalistów. Chociaż nie były gotowe do służby w chwili wybuchu wojny, jakość okrętów nacjonalistów rekompensowała ich mniejszą liczebność. Marynarka Wojenna Republiki Hiszpańskiej, jeśli chodzi o personel, również borykała się z tymi samymi problemami co Armia Ludowa Republiki Hiszpańskiej: wielu oficerów przeszło na stronę nacjonalistów lub zginęło, próbując tego dokonać. Z kolei obawy oficerów republikańskich o nieuchronność zamachu stanu spowodowały, że dwie trzecie dostępnego potencjału sił powietrznych zostało zachowane przez rząd republikański. Jednakże wszystkie ich maszyny były przestarzałe; podatne na uszkodzenia podczas lotu i awarie mechaniczne, co konktrastowało z potężnym wsparciem, jakiego wkrótce miał udzielić nacjonalistom niemiecki Legion Condor.